# Inulanthera schistostephioides
Inulanthera schistostephioides là một loài thực vật có hoa trong họ Cúc. Loài này được (Hiern) Källersjö mô tả khoa học đầu tiên năm 1986.